# Psiloderces penajamensis
Psiloderces penajamensis es una especie de araña araneomorfa del género Psiloderces, familia Psilodercidae. Fue descrita científicamente por Li & Chang en 2020.
Habita en Borneo, Indonesia. El holotipo masculino mide 1,20 mm.